# Maisons (Aude)
Maisons ist eine Gemeinde mit 52 Einwohnern (Stand 1. Januar 2022) in Frankreich. Sie liegt im Département Aude, in der Region Okzitanien.
Die Einwohner der Gemeinde heißen Maisonois.

## Lage
Das Gemeindegebiet ist Teil des Regionalen Naturparks Corbières-Fenouillèdes.
Ein Teil der landwirtschaftlichen Flächen dient dem Weinbau und die Weinberge liegen innerhalb der geschützten Herkunftsbezeichnung Corbières.

## Bevölkerungsentwicklung
| Jahr | Einwohner |
| ---- | --------- |
| 1962 | 133       |
| 1968 | 111       |
| 1975 | 079       |
| 1982 | 066       |
| 1990 | 061       |
| 1999 | 056       |
| 2016 | 045       |